# Wilhelm von Modena

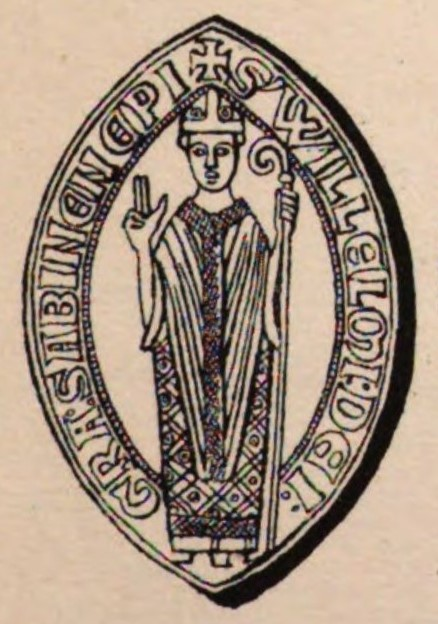
Siegel Wilhelms von Modena als Kardinalbischof

Wilhelm von Modena OCart, auch Wilhelm von Sabina oder Wilhelm von Piemont, (* um 1184 in Piemont; † 31. März 1251 in Lyon) wurde im Jahre 1224 vom Papst zum Legaten für Livland, Preußen, Holstein, Estland, Semgallen, Samland, Kurland, Wierland, Guland (Öland?), Bornholm, Rügen und Gotland ernannt. Er wurde 1221 Bischof von Modena und 1244 Kardinalbischof von Sabina.

## Leben

### Frühe Jahre
In seiner Jugend trat er in den Kartäuserorden ein. Er führte den Titel eines Magister. Von 1211 bis 1216 war er  Notar in der päpstlichen Kanzlei. Zwischen dem 13. Dezember 1219 und dem 24. Februar 1220 wurde er zum Vizekanzler der Heiligen Römischen Kirche ernannt, was er bis mindestens April 1222 blieb.

### Wirken als Bischof von Modena und Legat
Wahrscheinlich im Mai 1222 wurde er zum Bischof von Modena ernannt, er war der erste Bischof dieser Diözese, der unmittelbar vom Papst eingesetzt wurde. Die Bischofsweihe spendete ihm Papst Honorius III. persönlich. Vom 4. Mai 1224 bis September desselben Jahres war er, zusammen mit dem Bischof von Brescia, Inquisitor in der Lombardei. Wilhelm von Modena wurde am 31. Dezember 1224 zum Legaten für Livonia (das Baltikum) ernannt, die Leitung des Bistums Modena übertrug er Kanonikern als seinen Vikaren. Möglicherweise im Herbst 1228, spätestens aber am 18. Juli 1229 war er Legat in Dänemark, Schweden und Preußen, wo er  mit Hilfe der Dominikanerbrüder die Christianisierung des Baltikums betrieb. Anfang 1230 kehrte er nach Rom zurück, um über seine Legation Bericht zu erstatten. Dann ging er wieder in seine Diözese und blieb dort bis zu seinem Verzicht auf den Bischofsstuhl von Modena am 21. September 1233. Am 9. Februar 1234 wurde er als legatus a latere nach Livonia entsandt, um dort die kirchlichen Strukturen aufzubauen und im Auftrag des Papstes Bischöfe zu ernennen. Vom Januar 1236 bis zum 24. September 1243 leitete Wilhelm die Apostolische Pönitentiarie. Daneben war er im August/September 1243 Mitglied einer Friedensdelegation, die der neugewählte Papst Innozenz IV. zu Kaiser Friedrich II. entsandt hatte, begleitet wurde er dabei unter anderem von den späteren Kardinälen Pierre de Colmieu und Guillaume de Talliante. Im Jahre 1243 teilte der päpstliche Legat Wilhelm von Modena das Preußenland in vier Bistümer ein: Kulmerland, Pomesanien, Ermland und Samland. Unter dem Pontifikat von Gregor IX. wirkte er mit an der Kanonisation von Dominikus.

### Kardinalat
Papst Innozenz IV. erhob Wilhelm von Modena im Konsistorium vom  28. Mai 1244 zum Kardinalbischof von Sabina. Als solcher fertigte er zwischen dem 22. Juni 1244 und dem 17. Februar 1251 Apostolische Schreiben aus. Er begleitete Innozenz IV. 1244 bei dessen Flucht aus Rom nach Sutri und Civitavecchia, von wo aus er sich am 7. Juli desselben Jahres mit dem Papst zusammen nach Genua einschiffte. Am 15. Juli 1244 abermals zum Legaten für das Baltikum ernannt, konnte er diese Legation nicht wahrnehmen, da er an der Kurie unabkömmlich war, und an seiner Stelle wurde sein Kaplan, der spätere Bischof von Coira Enrico, ein Dominikaner als Nuntius entsandt.
Wilhelm von Sabina war Teilnehmer des Ersten Konzils von Lyon. 1247 reiste er nach Norwegen, wo er an der Krönung König Håkon Håkonssons teilnahm, und Schweden, wo im Kirchentreffen von Skänninge 1248 die ersten Schritte zur rechtlichen Trennung der Kirche vom Staat eingeleitet wurden und das kanonische Recht in Schweden eingeführt wurde. Auf der Rückreise nahm er am 1. November 1248 in Aachen an der Krönung Wilhelms von Holland zum römischen (Gegen-)König teil.

### Letzte Jahre und Tod
Vom 5. September 1249 bis zum 13. Mai 1250 zog Wilhelm sich in ein Kartäuserkloster zurück. Danach widmete er sich in der päpstlichen Kurie wieder den Angelegenheiten Nordeuropas.
Wilhelm von Modena starb am 31. März 1251 in Lyon und wurde in der dortigen Dominikanerkirche beigesetzt.